# Oltenița
Oltenița is een stad (oraș) in het Roemeense district Călărași. De stad telt 27.213 inwoners (2002).

## Geboren
- Ion Iliescu (1930-2025), president van Roemenië (1989-1996, 2000-2004)